# Jogador

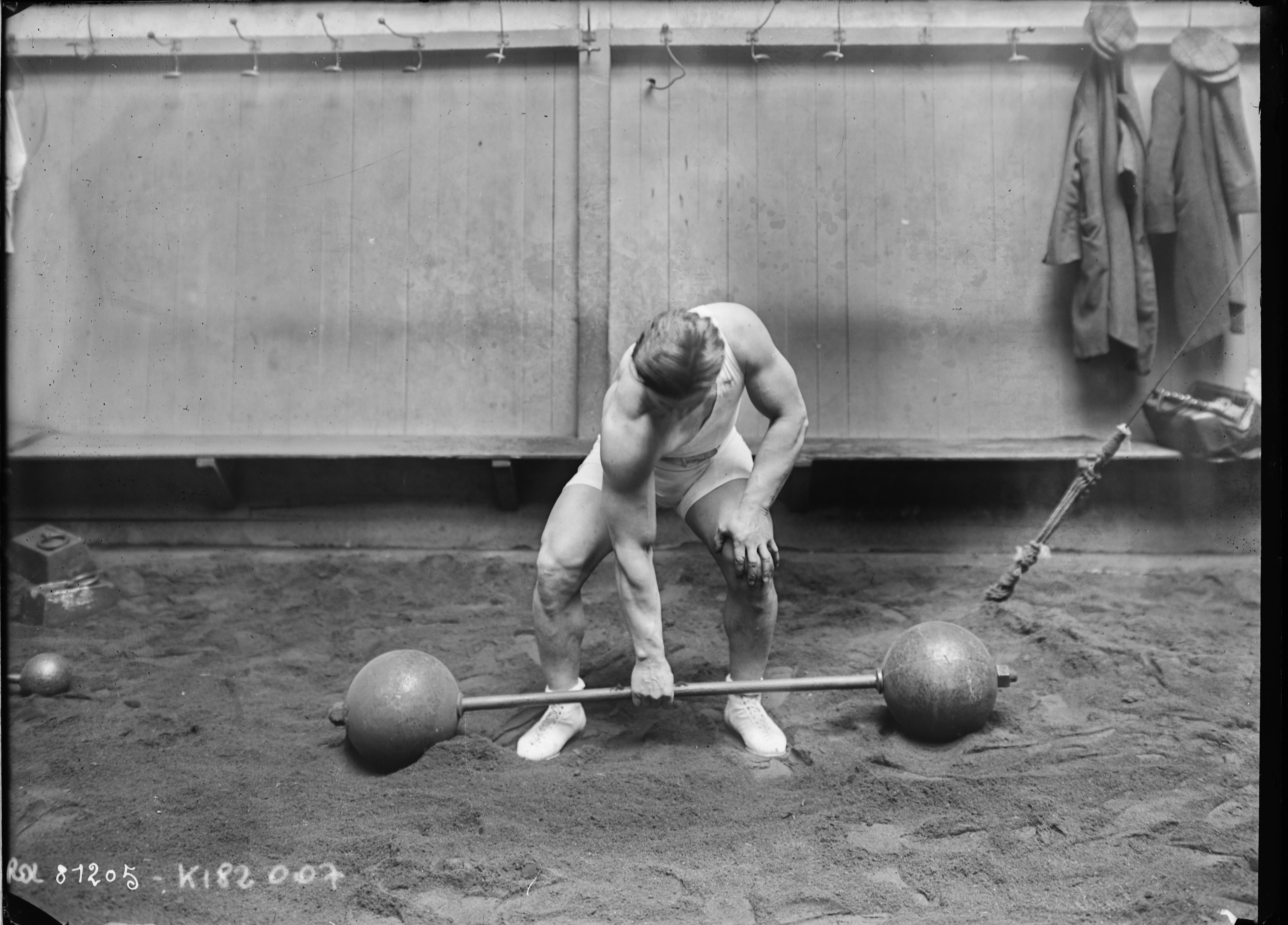
Foto para ilustrar o espírito competitivo de um jogador(a).

O jogador é uma pessoa que se envolve em atividades que envolvem jogos, sejam eles de azar, esportivos, eletrônicos ou de qualquer outra natureza. Sua participação pode ser motivada por diversos fatores, como entretenimento, competição, desafio ou busca por recompensas.[carece de fontes?] O termo também pode se referir especificamente aos adeptos de jogos eletrônicos, comumente chamados de gamers, que englobam desde os jogadores casuais até os profissionais que competem em torneios de alto nível.[carece de fontes?]